# Almesåkra distrikt
Almesåkra distrikt är ett distrikt i Nässjö kommun och Jönköpings län. 
Distriktet ligger i centrala delen av kommun. 

## Tidigare administrativ tillhörighet
Distriktet inrättades 2016 och utgörs av socknen Almesåkra i Nässjö kommun.
Området motsvarar den omfattning Almesåkra församling hade vid årsskiftet 1999/2000.